# ایمره دیوندیوشی
ایمره دیوندیوشی (مجاری: Gyöngyössy Imre; ‏۲۵ فوریهٔ ۱۹۳۰ – ۱ مهٔ ۱۹۹۴) کارگردان فیلم، و فیلم‌نامه‌نویس اهل مجارستان بود. وی دو فیلم‌نامهٔ جریان آب و سال‌های بی‌تجربگی برای ایشتوان گال نوشته‌است. در سال ۱۹۶۹ اولین فیلم بلند خویش را به نام یکشنبه قبل از عید پاک ساخته‌است.

## فیلمشناسی
- یکشنبه پیش از عید پاک
- انتظارهای طولانی

## افتخارات
- نامزد جایزه اسکار بهترین فیلم خارجی‌زبان